# Génesis Rodríguez
Génesis Rodríguez Pérez (Miami, 29 de julio de 1987) es una actriz estadounidense, conocida por sus papeles en las telenovelas de Telemundo, Prisionera, Dame chocolate y Doña Bárbara. Asimismo, apareció en la tercera temporada de la serie The Umbrella Academy de Netflix.

## Vida y carrera

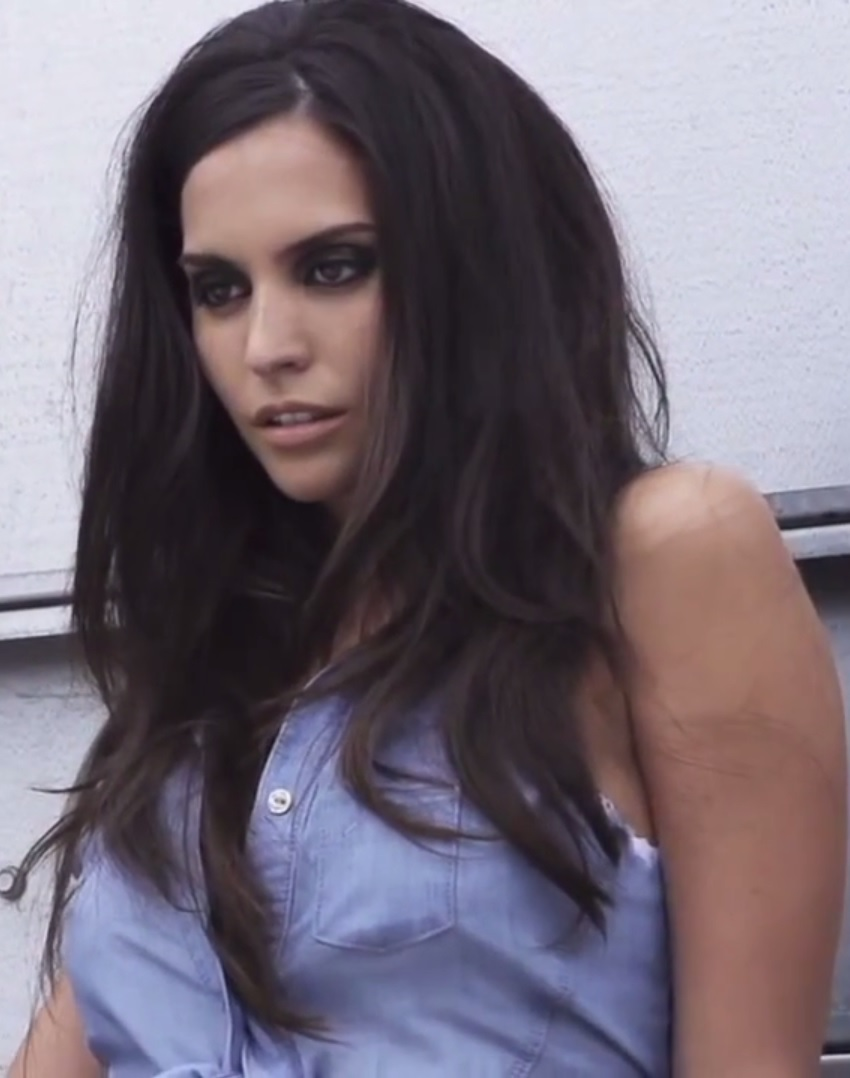
Genesis Rodríguez en una sesión de fotos para Complex en 2014

Su madre, Carolina Pérez, es una modelo cubana y su padre es el famoso cantante venezolano José Luis Rodríguez. Ella habla inglés y español con fluidez. Rodríguez tiene dos medio hermanas paternas mayores fruto del primer matrimonio de su padre con Lila Morillo, las actrices y cantantes venezolanas, Liliana Rodríguez y Lilibeth Morillo. Cuando tenía apenas 2 años y medio de edad, entró en el Carrollton School of the Sacred Heart en Miami, Florida, tomando clases de verano en el Instituto de Teatro y Cine Lee Strasberg cuando fue a Nueva York. 
Ha participado en producciones de la escuela dramática y, a temprana edad, decidió seguir la carrera de actriz. Como adolescente, estudió actuación, danza y preparación vocal, a nivel local y nacional. Cuando los padres de Rodríguez observaron su determinación por el arte, la inscribieron en programas de formación más intensos. A su regreso a Miami, continuó la instrucción privada y obtuvo un papel recurrente en la serie estadounidense Days of Our Lives, de noviembre de 2005 hasta enero de 2006. También fue invitada especial en la repetición de la serie de televisión de Bravo TV Top Chef. Además de la televisión estadounidense, Rodríguez ha explorado los papeles en español e interpretó dos principales como Rosita Amado y Violeta Hurtado en la serie Dame chocolate, que se transmitió por la cadena Telemundo.
Llegó a Hollywood con la película Hours, la última película en la que actuó el actor Paul Walker antes de su muerte.
En 2022 interpreta al personaje de Sloane Hargreeves, en la tercera temporada de la serie The umbrella academy, perteneciente a plataforma de streaming estadounidense Netflix.
En 2024 interpreta a la capitana Josie Carrillo en la segunda temporada de la serie creada por Taylor Sheridan: Operaciones Especiales: Lioness, de la plataforma Paramount+, junto a Zoe Saldaña.

## Filmografía
| Año         | Título                            | Personaje                                                          | Notas                                                                 |
| ----------- | --------------------------------- | ------------------------------------------------------------------ | --------------------------------------------------------------------- |
| 2004        | Prisionera                        | Libertad Salvatierra Santos / Guadalupe Santos (joven)             |                                                                       |
| 2006 - 2007 | Dame chocolate                    | Rosa "Rosita" Amado Núñez / Violeta Hurtado                        | Protagonista de la historia                                           |
| 2008 - 2009 | Doña Bárbara                      | Marisela Barquero Guaimarán /Bárbara "Barbarita" Guaimarán (joven) | Una de las protagonistas en esta historia.                            |
| 2010 - 2011 | Entourage                         | Sarah                                                              | Episodios: "Stunted" (7.1), "Dramedy" (7.3), "Out with a Bang" (8.2). |
| 2017        | Time After Time                   | Jane Walker                                                        |                                                                       |
| 2018        | Law & Order: Special Victims Unit | Lourdes Vega                                                       | Episodios: "Remember me" (19.23), "Remember me too" (19.24).          |
| 2022        | The Umbrella Academy              | Sloan (temporada 3)                                                |                                                                       |
| 2023        | Luces de neón                     | Isa                                                                |                                                                       |
| 2024        | Operaciones Especiales: Lioness   | Capitana Josie Carrillo / Lioness                                  | Protagonista Segunda Temporada                                        |

| Año  | Título                               | Personaje                             |
| ---- | ------------------------------------ | ------------------------------------- |
| 2012 | Casa de mi padre                     | Sonia                                 |
| 2012 | What to Expect When You're Expecting | Courtney                              |
| 2012 | Man on a Ledge                       | Ángela 'Angie' María López            |
| 2013 | El último desafío                    | Agente del FBI Ellen Richards         |
| 2013 | Identity Thief                       | Marisol                               |
| 2013 | Hours                                | Abigail Hayes                         |
| 2014 | Tusk                                 | Allison Leon                          |
| 2014 | Big Hero 6                           | Honey Lemon (voz en inglés y español) |
| 2015 | Run All Night                        | Gabrielle Conlon                      |